# FIFA 100

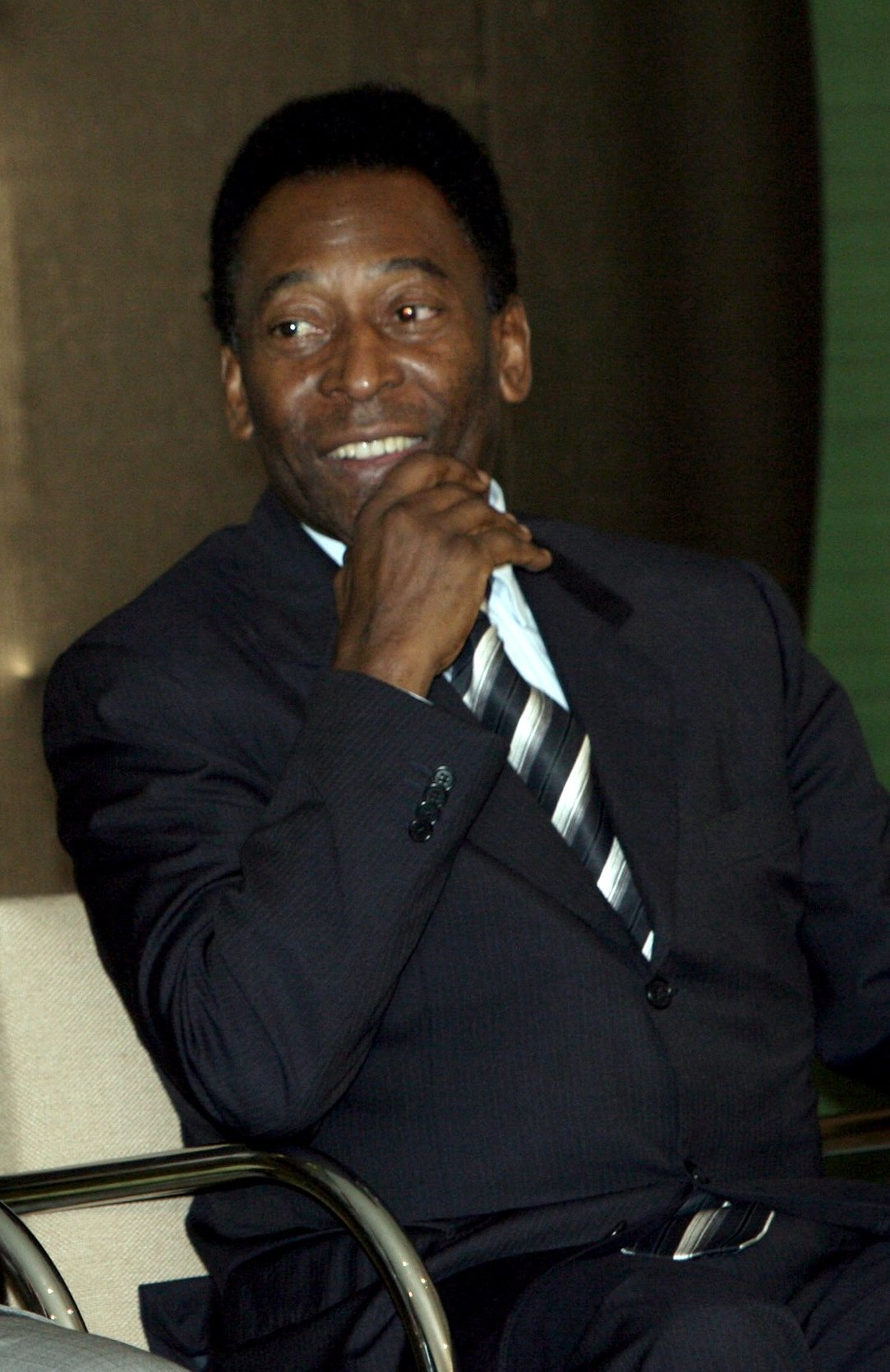
Pelé em 2008

FIFA 100 é uma lista formulada pelo ex-futebolista brasileiro Pelé, com "os melhores jogadores de futebol vivos", como parte das comemorações do centésimo aniversário da Federação Internacional de Futebol (FIFA). Foi pedido a Pelé que selecionasse 50 jogadores ativos e 50 aposentados, mas o mesmo achou difícil limitar o número de ex-jogadores para apenas 50. A lista final, portanto, contém 123 jogadores profissionais do sexo masculino e 2 do sexo feminino, sendo 50 em atividade e 75 aposentados.

## Crítica
Alguns analistas de futebol questionaram a metodologia de seleção da lista. David Mellor, ex-político e comentarista de futebol, escreveu em sua coluna no Evening Standard que sentiu que as seleções foram politicamente motivadas e não feitas por razões puramente futebolísticas. Ele sugeriu que as seleções pareciam ter saído da caneta de Joseph Blatter, então presidente da FIFA, em vez de Pelé. Como evidência disso, Mellor observou a ampla difusão geográfica dos jogadores selecionados: uma seleção genuína seria mais fortemente enviesada a incluir jogadores de América do Sul e Europa, ele argumentou. Tais asserções também foram feitas por Tim Vickery, colunista da BBC.
Um dos ex-companheiros de Pelé na Seleção Brasileira, o ex-meia Gérson, reagiu à sua omissão da lista FIFA 100 rasgando uma cópia da lista em um programa de televisão brasileiro. Marco van Basten e Uwe Seeler recusaram-se a tomar parte no projeto por uma questão de princípio.

## Lista
Segue a lista dos "FIFA 100", maiores jogadores de futebol vivos nomeados por Pelé.
- Jogadores em atividade no momento do anúncio estão em itálico.

### Alemanha
| Jogador               | Pos. | Nascimento              |
| --------------------- | ---- | ----------------------- |
| Michael Ballack       | MC   | 26 de setembro de 1976  |
| Franz Beckenbauer     | LB   | 11 de setembro de 1945  |
| Paul Breitner         | MC   | 5 de setembro de 1951   |
| Oliver Kahn           | GO   | 15 de junho de 1969     |
| Jürgen Klinsmann      | AT   | 30 de julho de 1964     |
| Sepp Maier            | GO   | 28 de fevereiro de 1944 |
| Lothar Matthäus       | MC   | 21 de março de 1961     |
| Gerd Müller           | AT   | 3 de novembro de 1945   |
| Karl-Heinz Rummenigge | AT   | 25 de setembro de 1955  |
| Uwe Seeler            | AT   | 5 de novembro de 1936   |

### Argentina
| Jogador                | Pos.  | Nascimento             |
| ---------------------- | ----- | ---------------------- |
| Gabriel Batistuta      | AT    | 1 de fevereiro de 1969 |
| Hernán Crespo          | AT    | 5 de julho de 1975     |
| Alfredo di Stéfano     | AT    | 4 de julho de 1926     |
| Mario Kempes           | AT    | 15 de julho de 1954    |
| Diego Armando Maradona | AT    | 30 de outubro de 1960  |
| Daniel Passarella      | ZA    | 25 de maio de 1953     |
| Javier Saviola         | AT    | 11 de dezembro de 1981 |
| Omar Sivori            | AT    | 2 de outubro de 1935   |
| Juan Sebastián Verón   | MC    | 9 de março de 1975     |
| Javier Zanetti         | LD/MC | 10 de agosto de 1973   |

### Bélgica
| Jogador             | Pos. | Nascimento              |
| ------------------- | ---- | ----------------------- |
| Jan Ceulemans       | MC   | 28 de fevereiro de 1957 |
| Jean-Marie Pfaff    | GO   | 4 de dezembro de 1953   |
| Franky Van Der Elst | MC   | 30 de abril de 1961     |

### Brasil
| Jogador           | Pos.  | Nascimento              |
| ----------------- | ----- | ----------------------- |
| Carlos Alberto    | LD    | 17 de julho de 1944     |
| Falcão            | MC    | 16 de outubro de 1953   |
| Pelé              | AT    | 23 de outubro de 1940   |
| Rivaldo           | MC    | 19 de abril de 1972     |
| Rivelino          | MC    | 1 de janeiro de 1946    |
| Romário           | AT    | 29 de janeiro de 1966   |
| Ronaldinho Gaúcho | MC    | 21 de março de 1980     |
| Ronaldo           | AT    | 18 de setembro de 1976  |
| Djalma Santos     | LD    | 27 de fevereiro de 1929 |
| Nílton Santos     | LE    | 16 de maio de 1925      |
| Sócrates          | MC/AT | 19 de fevereiro de 1954 |
| Zico              | MC    | 3 de março de 1953      |
| Júnior            | LD    | 19 de fevereiro de 1954 |
| Cafú              | LD    | 7 de julho de 1970      |
| Roberto Carlos    | LE    | 10 de abril de 1973     |

### Bulgária
| Jogador          | Pos. | Nascimento             |
| ---------------- | ---- | ---------------------- |
| Hristo Stoichkov | AT   | 8 de fevereiro de 1966 |

### Chile
| Jogador        | Pos. | Nascimento            |
| -------------- | ---- | --------------------- |
| Elías Figueroa | ZA   | 25 de outubro de 1946 |
| Iván Zamorano  | AT   | 18 de janeiro de 1967 |

### Camarões
| Jogador     | Pos. | Nascimento         |
| ----------- | ---- | ------------------ |
| Roger Milla | AT   | 20 de maio de 1952 |

### Colômbia
| Jogador           | Pos. | Nascimento            |
| ----------------- | ---- | --------------------- |
| Carlos Valderrama | MC   | 2 de setembro de 1961 |

### Coreia do Sul
| Jogador       | Pos. | Nascimento              |
| ------------- | ---- | ----------------------- |
| Hong Myung-bo | ZA   | 12 de fevereiro de 1969 |

### Croácia
| Jogador     | Pos. | Nascimento           |
| ----------- | ---- | -------------------- |
| Davor Šuker | AT   | 1 de janeiro de 1968 |

### Dinamarca
| Jogador          | Pos. | Nascimento              |
| ---------------- | ---- | ----------------------- |
| Brian Laudrup    | AT   | 22 de fevereiro de 1969 |
| Michael Laudrup  | MC   | 15 de junho de 1964     |
| Peter Schmeichel | GO   | 18 de novembro de 1963  |

### Escócia
| Jogador        | Pos. | Nascimento         |
| -------------- | ---- | ------------------ |
| Kenny Dalglish | AT   | 4 de março de 1951 |

### Espanha
| Jogador           | Pos. | Nascimento          |
| ----------------- | ---- | ------------------- |
| Emilio Butragueño | AT   | 22 de julho de 1963 |
| Luis Enrique      | MC   | 8 de maio de 1970   |
| Raúl              | AT   | 27 de junho de 1977 |

### Estados Unidos
| Jogador        | Pos.  | Nascimento             |
| -------------- | ----- | ---------------------- |
| Michelle Akers | MC/AT | 1 de fevereiro de 1966 |
| Mia Hamm       | AT    | 17 de março de 1972    |

### França
| Jogador           | Pos.  | Nascimento            |
| ----------------- | ----- | --------------------- |
| Éric Cantona      | AT    | 24 de maio de 1966    |
| Marcel Desailly   | ZA    | 7 de setembro de 1968 |
| Didier Deschamps  | MC    | 15 de outubro de 1968 |
| Just Fontaine     | AT    | 18 de agosto de 1933  |
| Thierry Henry     | AT    | 17 de agosto de 1977  |
| Raymond Kopa      | MC    | 31 de outubro de 1931 |
| Jean-Pierre Papin | AT    | 5 de novembro de 1963 |
| Robert Pirès      | MC    | 29 de outubro de 1973 |
| Michel Platini    | MC    | 21 de junho de 1955   |
| Lilian Thuram     | ZA/LD | 1 de janeiro de 1972  |
| Marius Trésor     | ZA    | 15 de janeiro de 1950 |
| David Trezeguet   | AT    | 15 de outubro de 1977 |
| Patrick Vieira    | MC    | 23 de junho de 1976   |
| Zinédine Zidane   | MC    | 23 de junho de 1972   |

### Gana
| Jogador    | Pos. | Nascimento            |
| ---------- | ---- | --------------------- |
| Abedi Pelé | AT   | 5 de novembro de 1964 |

### Hungria
| Jogador       | Pos. | Nascimento         |
| ------------- | ---- | ------------------ |
| Ferenc Puskás | AT   | 2 de abril de 1927 |

### Inglaterra
| Jogador        | Pos. | Nascimento              |
| -------------- | ---- | ----------------------- |
| Gordon Banks   | GO   | 30 de dezembro de 1937  |
| David Beckham  | MC   | 2 de maio de 1975       |
| Bobby Charlton | MC   | 11 de outubro de 1937   |
| Kevin Keegan   | AT   | 14 de fevereiro de 1951 |
| Gary Lineker   | AT   | 30 de novembro de 1960  |
| Michael Owen   | AT   | 14 de dezembro de 1979  |
| Alan Shearer   | AT   | 13 de agosto de 1970    |

### Irlanda
| Jogador   | Pos. | Nascimento           |
| --------- | ---- | -------------------- |
| Roy Keane | MC   | 10 de agosto de 1971 |

### Irlanda do Norte
| Jogador     | Pos. | Nascimento         |
| ----------- | ---- | ------------------ |
| George Best | AT   | 22 de maio de 1946 |

### Itália
| Jogador              | Pos.  | Nascimento              |
| -------------------- | ----- | ----------------------- |
| Roberto Baggio       | AT    | 18 de fevereiro de 1967 |
| Franco Baresi        | ZA/LB | 8 de maio de 1960       |
| Giuseppe Bergomi     | ZA    | 22 de dezembro de 1963  |
| Fabio Cannavaro      | ZA    | 13 de setembro de 1973  |
| Gianluigi Buffon     | GO    | 28 de janeiro de 1978   |
| Alessandro Del Piero | AT    | 9 de novembro de 1974   |
| Giacinto Facchetti   | LE    | 18 de julho de 1942     |
| Paolo Maldini        | ZA    | 26 de junho de 1968     |
| Alessandro Nesta     | ZA    | 19 de março de 1976     |
| Gianni Rivera        | MC    | 18 de agosto de 1943    |
| Paolo Rossi          | AT    | 23 de setembro de 1956  |
| Francesco Totti      | AT    | 27 de setembro de 1976  |
| Christian Vieri      | AT    | 12 de julho de 1973     |

### Japão
| Jogador          | Pos. | Nascimento            |
| ---------------- | ---- | --------------------- |
| Hidetoshi Nakata | MC   | 22 de janeiro de 1977 |

### Libéria
| Jogador     | Pos. | Nascimento           |
| ----------- | ---- | -------------------- |
| George Weah | AT   | 1 de outubro de 1966 |

### México
| Jogador      | Pos. | Nascimento          |
| ------------ | ---- | ------------------- |
| Hugo Sánchez | AT   | 11 de julho de 1958 |

### Nigéria
| Jogador        | Pos. | Nascimento           |
| -------------- | ---- | -------------------- |
| Jay-Jay Okocha | MC   | 14 de agosto de 1973 |

### Países Baixos
| Jogador              | Pos. | Nascimento             |
| -------------------- | ---- | ---------------------- |
| Marco van Basten     | AT   | 31 de outubro de 1964  |
| Dennis Bergkamp      | AT   | 10 de maio de 1969     |
| Johan Cruyff         | AT   | 25 de abril de 1947    |
| Edgar Davids         | MC   | 13 de março de 1973    |
| Ruud Gullit          | MC   | 1 de setembro de 1962  |
| René van de Kerkhof  | MC   | 16 de setembro de 1951 |
| Willy van de Kerkhof | MC   | 16 de setembro de 1951 |
| Patrick Kluivert     | AT   | 1 de julho de 1976     |
| Johan Neeskens       | MC   | 15 de setembro de 1951 |
| Ruud van Nistelrooy  | AT   | 1 de julho de 1976     |
| Rob Rensenbrink      | AT   | 3 de julho de 1947     |
| Frank Rijkaard       | MC   | 30 de setembro de 1962 |
| Clarence Seedorf     | MC   | 1 de abril de 1976     |
| Edwin van der Sar    | GO   | 9 de outubro de 1970   |

### Paraguai
| Jogador  | Pos. | Nascimento           |
| -------- | ---- | -------------------- |
| Romerito | AT   | 28 de agosto de 1960 |

### Peru
| Jogador          | Pos. | Nascimento         |
| ---------------- | ---- | ------------------ |
| Teófilo Cubillas | AT   | 8 de março de 1949 |

### Polónia
| Jogador         | Pos. | Nascimento         |
| --------------- | ---- | ------------------ |
| Zbigniew Boniek | MC   | 3 de março de 1956 |

### Portugal
| Jogador   | Pos. | Nascimento            |
| --------- | ---- | --------------------- |
| Eusébio   | AT   | 25 de janeiro de 1942 |
| Luís Figo | MD   | 4 de novembro de 1972 |
| Rui Costa | MC   | 29 de março de 1972   |

### Tchéquia
| Jogador        | Pos. | Nascimento             |
| -------------- | ---- | ---------------------- |
| Josef Masopust | MC   | 9 de fevereiro de 1931 |
| Pavel Nedvěd   | MC   | 30 de agosto de 1972   |

### Romênia
| Jogador       | Pos. | Nascimento             |
| ------------- | ---- | ---------------------- |
| Gheorghe Hagi | MC   | 5 de fevereiro de 1965 |

### Rússia
| Jogador       | Pos. | Nascimento          |
| ------------- | ---- | ------------------- |
| Rinat Dasayev | GO   | 13 de junho de 1957 |

### Senegal
| Jogador        | Pos. | Nascimento            |
| -------------- | ---- | --------------------- |
| El-Hadji Diouf | AT   | 15 de janeiro de 1981 |

 Turquia
| Jogador        | Pos. | Nascimento         |
| -------------- | ---- | ------------------ |
| Rüştü Reçber   | GO   | 10 de maio de 1973 |
| Emre Belözoğlu | MC   | 9 de julho de 1980 |

### Ucrânia
| Jogador           | Pos. | Nascimento             |
| ----------------- | ---- | ---------------------- |
| Andriy Shevchenko | AT   | 29 de setembro de 1976 |

### Uruguai
| Jogador          | Pos. | Nascimento             |
| ---------------- | ---- | ---------------------- |
| Enzo Francescoli | AT   | 12 de novembro de 1961 |